# Liste der Monuments historiques in Longueville (Seine-et-Marne)
Die Liste der Monuments historiques in Longueville (Seine-et-Marne) führt die Monuments historiques in der französischen Gemeinde Longueville auf.

## Liste der Bauwerke
| Bezeichnung     | Beschreibung           | Standort      | Kennzeichnung | Schutzstatus | Datum | Bild           |
| --------------- | ---------------------- | ------------- | ------------- | ------------ | ----- | -------------- |
| Kirche St-Menge | romanischer Kirchenbau | Lourps (Lage) | PA00087063    | Classé       | 1913  | weitere Bilder |
| Ringlokschuppen | Erbaut 1903            | (Lage)        | PA00087064    | Inscrit      | 1984  | weitere Bilder |

## Liste der Objekte
- Monuments historiques (Objekte) in Longueville (Seine-et-Marne) in der Base Palissy des französischen Kultusministeriums